# 阿格里什鄉
47°53′00″N 23°00′00″E / 47.8833°N 23°E
阿格里什鄉（羅馬尼亞語：Comuna Agriș, Satu Mare），是羅馬尼亞的鄉份，位於該國西北部，由薩圖馬雷縣負責管轄，面積30平方公里，海拔高度126米，2007年人口1,739，人口密度每平方公里58人。